# Juan Ignacio Gilardi
Juan Ignacio Gilardi (San Fernando, 14 november 1981) is een Argentijns hockeyer. 
Tijdens de Olympische Spelen 2016 won Gilardi met de Argentijnse ploeg verrassend de gouden medaille.

## Erelijst
- 2014 –  Wereldkampioenschap in Den Haag
- 2015 –  Pan-Amerikaanse Spelen in Toronto
- 2016 –  Olympische Spelen in Rio de Janeiro
- 2018 - 4e Champions Trophy in Breda
- 2018 – 7e Wereldkampioenschap in Bhubaneswar